# Alfred Delsuc
Charles Alfred Delsuc, né sous le nom de Dulsuc, le 13 décembre 1859 à Reims (Marne), est un peintre français, décorateur du théâtre de Reims. Les sites maritimes l'attirent particulièrement. 

## Biographie
Son père, Charles Delsuc, était tailleur de pierre. 
Il étudie avec Parmentier qui donne des cours de dessin à la Société Industrielle de Reims. 
Élève d'Auguste Rigon, il expose à la Société des Amis des Arts de Reims, et son tableau "Boult-sur-Suippe sous la neige" au Salon des artistes français de 1895.
En 1901, il dessine les pilastres accotés d'arcades élevés à l'entrée du faubourg Cérès lors de la visite de Nicolas II, le 19 septembre dans le cadre des grandes manœuvres de l'Est de 1901
Il décède à son domicile, 58 rue Camille Lenoir à Reims, le 17 avril 1938.

## Œuvres

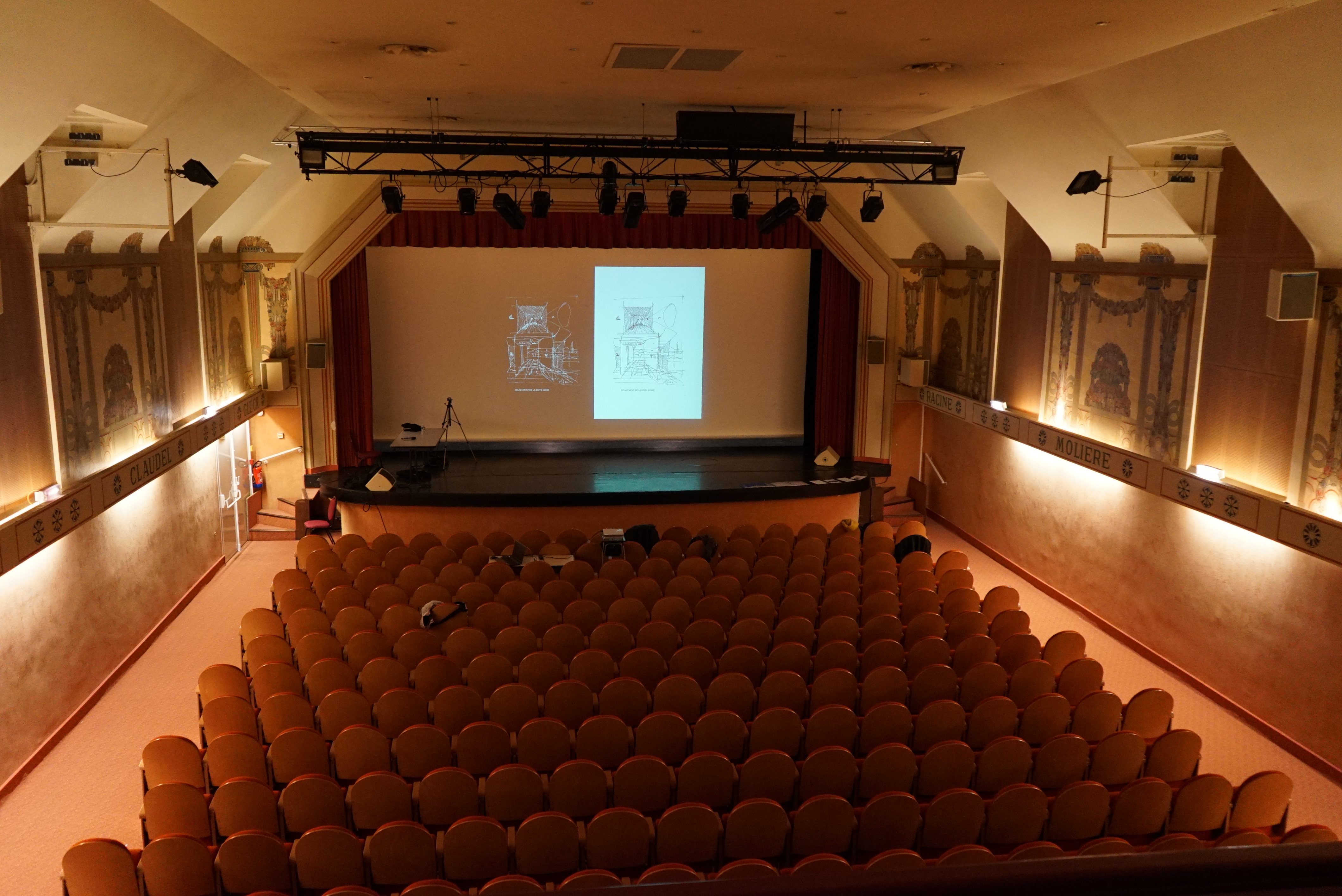
Les décors de la Maison Commune du Chemin-Vert.

- Intérieur de ferme, Société des amis des arts de Reims, exposition 1880[2].
- Vue de la Suippe, Société des amis des arts de Reims, exposition 1880[2].
- Marais de Thuisy, Société des amis des arts de Reims, exposition 1886.
- La fausse Marne à Châlons, Société des amis des arts de Reims, exposition 1892[6].
- La Vesle à Saint Brice, Société des amis des arts de Reims, exposition 1892[6].
- Boult-sur-Suippe sous la neige, 1895
- La Mosquée de Sidi-Malek, à Biskra, Société des amis des arts de Reims, exposition 1896[7].
- La baie du Creux Saint-Georges à Toulon[3].
- Le Vieux Château, île d'Yeu, en Vendée[3]
- Un coin de Châlons-sur-Marne[3]
- Roses et Clématites, 1901[8].
- Nature morte aux fleurs et raisins, 1903[9].
- Effet de neige à Boult-sur-Suippe, Salon des artistes français, 1905[10].
- L'Ile D'yeu, vieille rue à Port Joinville, 1929

- Peintures au pochoir composées de motifs floraux sur des cartons d’Adrien Karbowsky, salle des fêtes, Maison Commune du Chemin-Vert, 1920-1922.
- Côte sauvage à Quiberon, 1930, musée des Beaux-Arts de Reims[11].
- Les Sables d’Olonne[12].
- Les Meules[13]
- Nature morte au bouquet de roses[14].

## Vie privée
Il se marie avec Marie-Rose Désirée Vaillant, en 1889. 
Son fils Pierre est élève à l'Ecole Régionale des Beaux-Arts et des Arts Industriels de Reims, ensuite à l'Ecole Nationale des arts décoratifs à Paris, en 1910, en 1911 (médaillé en 1911), en 1912-1913, en 1914 ; admis aux Beaux-Arts de Paris en 1911. 
Son fils André suit les cours de l'Ecole Régionale des Beaux-Arts et des Arts Industriels de Reims. et reçoit le prix Edouard Lamy en 1933.
Il est réfugié aux Sables-d'Olonne en 1915.

## Distinction
Chevalier de l'ordre des Palmes académiques (Officier d'Académie), 1910.